# Voo National Airlines 101
 O voo National Airlines 101 foi um voo programado do Aeroporto de Newark, Nova Jérsei, para Miami, Flórida, que, em 11 de fevereiro de 1952, caiu na cidade de Elizabeth, Nova Jérsei, logo após a decolagem. Foi o terceiro acidente aéreo que ocorreu em Elizabeth em menos de dois meses, após a perda de um Curtiss C-46 da Miami Airlines em dezembro e o acidente de um Convair 240 da American Airlines, três semanas antes.

## Acidente
A aeronave, um Douglas DC-6 de quatro motores movido a hélice, havia partido da pista 24 do Aeroporto de Newark às 00:18 EST e foi observada por funcionários da torre de controle que perderam de repente a altitude, enquanto viravam para a direita. Dois minutos depois, o avião cortou um prédio de apartamentos em Elizabeth, incendiando-o; depois caiu no chão e explodiu em chamas, perdendo por pouco um orfanato.
Das 63 pessoas a bordo (59 passageiros e quatro tripulantes), 29 morreram, enquanto a maioria dos sobreviventes ficou ferida, muitas com ferimentos graves. Quatro moradores do prédio também morreram. Entre os passageiros estava a atriz Mildred Joanne Smith, que sofreu ferimentos graves, incluindo as costas quebradas.

## Resultado
A investigação oficial do Conselho de Aeronáutica Civil concluiu que uma falha no regulador da hélice do motor número 3 causou a inversão da hélice durante a subida. O motor foi deixado em alta potência, enquanto o motor número 4 foi injetado por engano. Sob tais condições, a aeronave não podia mais manter a altitude e desceu ao solo.
Após esse terceiro acidente em Elizabeth, a crescente preocupação do público levou a um longo fechamento do aeroporto de Newark e a uma revisão nacional da segurança das operações do aeroporto. O aeroporto reabriu apenas nove meses depois, em 15 de novembro de 1952, depois que as investigações dos acidentes determinaram que as instalações do aeroporto não eram culpadas.
Os três acidentes mais tarde inspiraram a escritora e residente em Elizabeth Judy Blume em seu romance de 2015, In the Unlikely Event.